# Burgerinitiatief Nederland krijgt nieuwe energie
Het Burgerinitiatief Nederland krijgt nieuwe energie is een afgerond en niet-ontvankelijk verklaard burgerinitiatief.
Het initiatief, dat door 45.939 mensen werd ondertekend, werd genomen door de energie- en duurzaamheidscommissies van het CDA, de ChristenUnie, D66, GroenLinks, de PvdA, de SGP en de VVD. De initiatiefnemers wilden met de plannen Nederland in 2050 volledig energie-onafhankelijk van het buitenland maken. Het initiatief werd op 16 maart 2010 bekendgemaakt. Op 7 december 2010 werd het plan de Tweede Kamer ingediend. Op 27 februari 2011 werd het burgerinitiatief door voorzitter Helma Neppérus (VVD) van de Commissie voor de Verzoekschriften en de Burgerinitiatieven niet-ontvankelijk verklaard.
Het initiatief werd ondersteund door diverse prominente (ex-)politici, onder wie Jan Terlouw, Pieter Winsemius en Herman Wijffels.